# Ambrossido
L'ambrossido è un composto organico triciclico terpenoide. Nella molecola di ambrossido sono possibili 16 diversi stereoisomeri, dei quali il (−)-ambrossido raffigurato a fianco è il principale responsabile dell'odore caratteristico dell'ambra grigia, una delle fragranze animali più preziose insieme allo zibetto e al muschio. In condizioni standard l'ambrossido è un solido bianco cristallino. Prodotto industrialmente, è ampiamente usato in cosmetici, detergenti e profumi per conferire note olfattive di ambra grigia. Ne vengono prodotte più di 100 tonnellate all'anno.

## Presenza in natura
In natura l'ambrossido si forma principalmente per esposizione all'ossigeno e all'acqua di mare dell'ambreina, uno dei componenti dell'ambra grigia prodotta dai capodogli. In piccole quantità l'ambrossido si trova inoltre:
- nel tabacco (Nicotiana tabacum) come prodotto di degradazione del cis-abienolo;[4]
- nella Salvia sclarea come prodotto dello sclareolo;[5]
- nel cisto (Cistus ladanifer e Cistus creticus) come prodotto dell'acido labdanolico;[5]
- nel cipresso (Cupressus sempervirens).[6]

## Sintesi
L'ambreina non viene più utilizzata per produrre l'ambrossido, ora ottenuto artificialmente. Esistono vari metodi di sintesi; il più comune parte dallo sclareolo, un diterpene isolato dalla Salvia sclarea. Questa procedura, introdotta nel 1950 dalla Firmenich, è schematizzata nella figura seguente. Lo sclareolo viene degradato ossidativamente formando un lattone, che viene poi idrogenato al corrispondente diolo. Questo viene infine disidratato per ottenere l'ambrossido.

Schema della sintesi dell'ambrossido dallo sclareolo.

## Proprietà
La molecola di ambrossido esiste in 16 diversi stereoisomeri, con odori simili ma con differenti soglie olfattive, come illustrato nei seguenti esempi:
| Isomero               | Soglia olfattiva in ppb |
| --------------------- | ----------------------- |
| (−)-ambrossido        | 0,3                     |
| 3a-epi-(−)-ambrossido | 34                      |
| 9b-epi-(−)-ambrossido | 0,15                    |
| (+)-ambrossido        | 2,4                     |